# Seznam ostrovů Švédska
Švédsko má řadu ostrovů v Baltském moři a průlivu Kattegat. Další ostrovy se nacházejí na mnoha vnitrozemských švédských jezerech. Celkem se dle údajů z roku 2013 ve Švédsku nachází 267 570 ostrovů. Jejich celková rozloha činí 1,2 milionu hektarů, což odpovídá 3 procentům celkové rozlohy Švédska. Obydlených je jich méně než 1000.

## Přehled největších ostrovů
| #  | ostrov                 | rozloha (km²) | pobřeží (km) | max.nadm. výška (m) | nejvyšší vrchol    | počet obyvatel | hustota zalidnění | největší sídlo         | část státu            | část moře jezero | souostroví              | lokalizace                       |
| -- | ---------------------- | ------------- | ------------ | ------------------- | ------------------ | -------------- | ----------------- | ---------------------- | --------------------- | ---------------- | ----------------------- | -------------------------------- |
| 1  | Gotland                | 2 967,76      | 769          | 83                  | Lojsta hed         | 56 656         | 19,09             | Visby                  | Gotland               | Baltské moře     | —                       | 57°30′ s. š., 18°30′ v. d.       |
| 2  | Öland                  | 1 342,68      | 535          | 57                  | Rösslösa galgbacke | 24 984         | 18,61             | Färjestaden            | Kalmar                | Baltské moře     | —                       | 56°44′ s. š., 16°40′ v. d.       |
| 3  | Södertörn              | 1 206,96      | 625          | 111                 | Tornberget         | 797 334        | 660,61            | Stockholm              | Stockholm             | Baltské moře     | Stockholmské souostroví | 59°1′1″ s. š., 17°53′11″ v. d.   |
| 4  | Orust                  | 343,74        | 226          | 142                 | —                  | 14 562         | 42,36             | Henån                  | Västra Götaland       | Skagerrak        | —                       | 58°11′8″ s. š., 11°41′53″ v. d.  |
| 5  | Hisingen               | 197,25        | 143          | 87                  | Ramberget          | 147 200        | 746,26            | Lundby                 | Västra Götaland       | Kattegat         | —                       | 57°46′ s. š., 11°53′ v. d.       |
| 6  | Värmdön                | 178,96        | 236          | —                   | —                  | 57 497         | 321,28            | Gustavsberg            | Stockholm             | Baltské moře     | Stockholmské souostroví | 59°19′ s. š., 18°31′ v. d.       |
| 7  | Tjörn                  | 146,88        | 188          | —                   | —                  | 14 024         | 95,48             | Skärhamn               | Västra Götaland       | Skagerrak        | —                       | 58°0′58″ s. š., 11°38′16″ v. d.  |
| 8  | Väddo och Björkö       | 128,00        | 218          | —                   | —                  | 1 711          | 13,37             | Älmsta                 | Stockholm             | Botnický záliv   | —                       | 60° s. š., 18°50′ v. d.          |
| 9  | Fårö                   | 109,09        | 100          | —                   | —                  | 503            | 4,61              | Austers och Sudergårda | Gotland               | Baltské moře     | —                       | 57°56′ s. š., 19°9′ v. d.        |
| 10 | Gräsö                  | 94,88         | 225          | —                   | —                  | 665            | 7,01              | Gräsö                  | Uppsala               | Botnický záliv   | —                       | 60°21′ s. š., 18°27′36″ v. d.    |
| 11 | Selaön                 | 94,65         | 90           | —                   | —                  | 1 758          | 18,57             | Stallarholmen          | Södermanland          | Mälaren          | —                       | 59°24′ s. š., 17°12′ v. d.       |
| 12 | Färingsö och Eldgarnsö | 82,56         | 103          | —                   | —                  | 8 681          | 105,15            | Stenhamra              | Stockholm             | Mälaren          | —                       | 59°23′ s. š., 17°38′ v. d.       |
| 13 | Pitholmen              | 80,75         | 122          | —                   | —                  | 8 008          | 99,17             | Piteå                  | Norrbotten            | Botnický záliv   | —                       | 65°16′59″ s. š., 21°33′22″ v. d. |
| 14 | Tosterön och Aspön     | 76,63         | 115          | —                   | —                  | 3 590          | 46,85             | Abborrberget           | Södermanland, Uppsala | Mälaren          | —                       | 59°26′31″ s. š., 16°59′49″ v. d. |
| #  | Hertsön                | 73,42         | —            | —                   | —                  | 22 000         | 299,65            | Luleå                  | Norrbotten            | Botnický záliv   | —                       | 65°35′28″ s. š., 22°15′50″ v. d. |
| 15 | Ekerön och Munsön      | 68,16         | 100          | —                   | —                  | 15 369         | 225,48            | Ekerö                  | Stockholm             | Mälaren          | —                       | 59°18′ s. š., 17°42′ v. d.       |
| 16 | Alnön                  | 67,71         | 61           | —                   | —                  | 8 530          | 125,98            | Vi                     | Västernorrland        | Botnický záliv   | —                       | 62°24′ s. š., 17°28′ v. d.       |
| 17 | Torsö                  | 62,34         | 93           | —                   | —                  | 516            | 8,28              | Nolby                  | Västra Götaland       | Vänern           | —                       | 58°48′ s. š., 13°49′ v. d.       |
| 18 | Ingarö                 | 62,01         | 95           | —                   | —                  | 6 855          | 110,55            | Fågelvikshöjden        | Stockholm             | Baltské moře     | Stockholmské souostroví | 59°15′ s. š., 18°29′ v. d.       |
| 19 | Ljusterö               | 61,60         | 126          | —                   | —                  | 1 473          | 23,91             | Linanäs                | Stockholm             | Baltské moře     | Stockholmské souostroví | 59°31′34″ s. š., 18°37′25″ v. d. |
| 20 | Ammerön                | 59,47         | 81           | —                   | —                  | 103            | 1,73              | Ösjö                   | Jämtland              | Revsundssjön     | —                       | 62°50′50″ s. š., 15°12′50″ v. d. |
| 21 | Mörkö                  | 58,03         | 102          | —                   | —                  | 405            | 6,98              | Söräng                 | Stockholm             | Baltské moře     | Stockholmské souostroví | 58°59′ s. š., 17°40′ v. d.       |
| 22 | Kållandsö              | 56,52         | 125          | —                   | —                  | 929            | 16,44             | Otterstad              | Västra Götaland       | Vänern           | —                       | 58°39′54″ s. š., 13°7′10″ v. d.  |
| 23 | Storforsön             | 54,11         | 57           | —                   | —                  | 969            | 17,91             | Storfors               | Värmland              | [ 4 ]            | —                       | 59°36′32″ s. š., 14°13′22″ v. d. |
| 24 | Hemsön                 | 54,02         | 49           | 208                 | Hemsö hatt         | 130            | 2,41              | Prästhushamn           | Västernorrland        | Botnický záliv   | —                       | 62°43′ s. š., 18°4′ v. d.        |
| 25 | Hammarön               | 51,19         | 109          | —                   | —                  | 14 709         | 287,34            | Skoghall               | Värmland              | Vänern           | —                       | 59°20′8″ s. š., 13°31′15″ v. d.  |
| 26 | Ornö                   | 47,67         | 91           | —                   | —                  | 211            | 4,43              | Ornö                   | Stockholm             | Baltské moře     | Stockholmské souostroví | 59°4′ s. š., 18°25′ v. d.        |
| 27 | Bolmsö                 | 42,17         | 70           | —                   | —                  | 373            | 8,85              | Bolmstad               | Kronoberg             | Bolmen           | —                       | 56°57′43″ s. š., 13°44′1″ v. d.  |
| 28 | Härnön                 | 41,01         | 49           | —                   | —                  | 9 440          | 230,19            | Härnösand              | Västernorrland        | Botnický záliv   | —                       | 62°36′ s. š., 17°59′ v. d.       |
| 29 | Frösön                 | 40,66         | 38           | —                   | —                  | 10 570         | 259,96            | Östersund              | Jämtland              | Storsjön         | —                       | 63°11′30″ s. š., 14°32′30″ v. d. |
| 30 | Gotska Sandön          | 36,39         | 25           | 42                  | —                  | 0              | 0,00              | —                      | Gotland               | Baltské moře     | —                       | 58°21′38″ s. š., 19°14′53″ v. d. |
| 31 | Vätö                   | 34,72         | 48           | —                   | —                  | 725            | 20,88             | Södersvik              | Stockholm             | Botnický záliv   | Stockholmské souostroví | 59°48′ s. š., 18°57′ v. d.       |
| 32 | Lidingö                | 30,02         | 54           | —                   | —                  | 44 897         | 1 495,57          | Lidingö stad           | Stockholm             | —                | Stockholmské souostroví | 59°22′ s. š., 18°8′ v. d.        |
| 33 | Utö                    | 29,36         | 80           | —                   | —                  | 191            | 6,51              | Utö                    | Stockholm             | —                | Stockholmské souostroví | 58°56′ s. š., 18°15′ v. d.       |
| 34 | Iggesundsön            | 28,99         | 71           | —                   | —                  | 3 054          | 105,35            | Iggesund               | Gävleborg             | Botnický záliv   | —                       | 61°39′30″ s. š., 17°8′22″ v. d.  |
| 35 | Norra Finnö och Yxnö   | 26,57         | 92           | —                   | —                  | 213            | 8,02              | —                      | Östergötland          | —                | —                       | 58°19′59″ s. š., 16°52′ v. d.    |
| 36 | Orrnäsön               | 26,24         | 37           | —                   | —                  | 42             | 1,60              | —                      | Jämtland              | [ 5 ]            | —                       | 63°58′32″ s. š., 16°19′2″ v. d.  |
| 37 | Adelsön                | 26,24         | 33           | —                   | —                  | 741            | 28,24             | Lilla Stenby           | Stockholm             | Mälaren          | —                       | 59°22′51″ s. š., 17°29′46″ v. d. |
| 38 | Visingsö               | 24,97         | 35           | —                   | —                  | 750            | 30,04             | Tunnerstad             | Jönköping             | Vättern          | —                       | 58°3′ s. š., 14°21′ v. d.        |
| 39 | Djurö och Vindö        | 24,93         | 97           | —                   | —                  | 1 943          | 77,94             | Djurö                  | Stockholm             | —                | Stockholmské souostroví | 59°18′40″ s. š., 18°42′10″ v. d. |
| 40 | Torö                   | 24,86         | 68           | —                   | —                  | 520            | 20,92             | Torö                   | Stockholm             | —                | Stockholmské souostroví | 58°49′30″ s. š., 17°50′30″ v. d. |
| 41 | Singö                  | 24,82         | 68           | —                   | —                  | 287            | 11,56             | Söderby och Norrvreta  | Stockholm             | Botnický záliv   | Stockholmské souostroví | 60°10′ s. š., 18°45′ v. d.       |
| 42 | Rånön                  | 24,75         | 49           | —                   | —                  | 0              | 0,00              | —                      | Norrbotten            | Botnický záliv   | —                       | 65°42′35″ s. š., 22°55′54″ v. d. |
| 43 | Sandön                 | 24,72         | 55           | —                   | —                  | 53             | 2,14              | Sandön                 | Norrbotten            | Botnický záliv   | —                       | 65°31′22″ s. š., 22°15′5″ v. d.  |
| #  | Ängesön                | 24,17         | —            | —                   | —                  | 16             | 0,66              | —                      | Västerbotten          | Botnický záliv   | Holmöarna               | 63°43′15″ s. š., 20°53′53″ v. d. |
| 44 | Obbolaön               | 23,41         | 54           | —                   | —                  | 2 786          | 119,01            | Obbola                 | Västerbotten          | Botnický záliv   | —                       | 63°42′ s. š., 20°18′ v. d.       |
| 45 | Lovön                  | 23,25         | 36           | —                   | —                  | 953            | 40,99             | Drottningholm          | Stockholm             | Mälaren          | —                       | 59°19′ s. š., 17°50′ v. d.       |
| 46 | Falsterboön            | 22,97         | 72           | —                   | —                  | 9 599          | 417,89            | Skanör med Falsterbo   | Skåne                 | Öresund          | —                       | 55°23′50″ s. š., 12°50′20″ v. d. |
| 47 | Holmön                 | 22,50         | 51           | —                   | —                  | 59             | 2,62              | Holmön                 | Västerbotten          | Botnický záliv   | Holmöarna               | 63°47′36″ s. š., 20°52′4″ v. d.  |
| 48 | Muskö (západní část)   | 22,24         | 48           | —                   | —                  | 480            | 21,58             | Muskö                  | Stockholm             | —                | Stockholmské souostroví | 59° s. š., 18°8′ v. d.           |
| 49 | Blidö                  | 22,23         | 77           | —                   | —                  | 598            | 26,90             | Blidö                  | Stockholm             | —                | Stockholmské souostroví | 59°36′46″ s. š., 18°54′5″ v. d.  |
| 50 | Sollerön               | 22,21         | 34           | —                   | —                  | 1 170          | 52,68             | Häradsarvet            | Dalarna               | Siljan           | —                       | 60°55′ s. š., 14°37′ v. d.       |

## Galerie

mapa Švédska
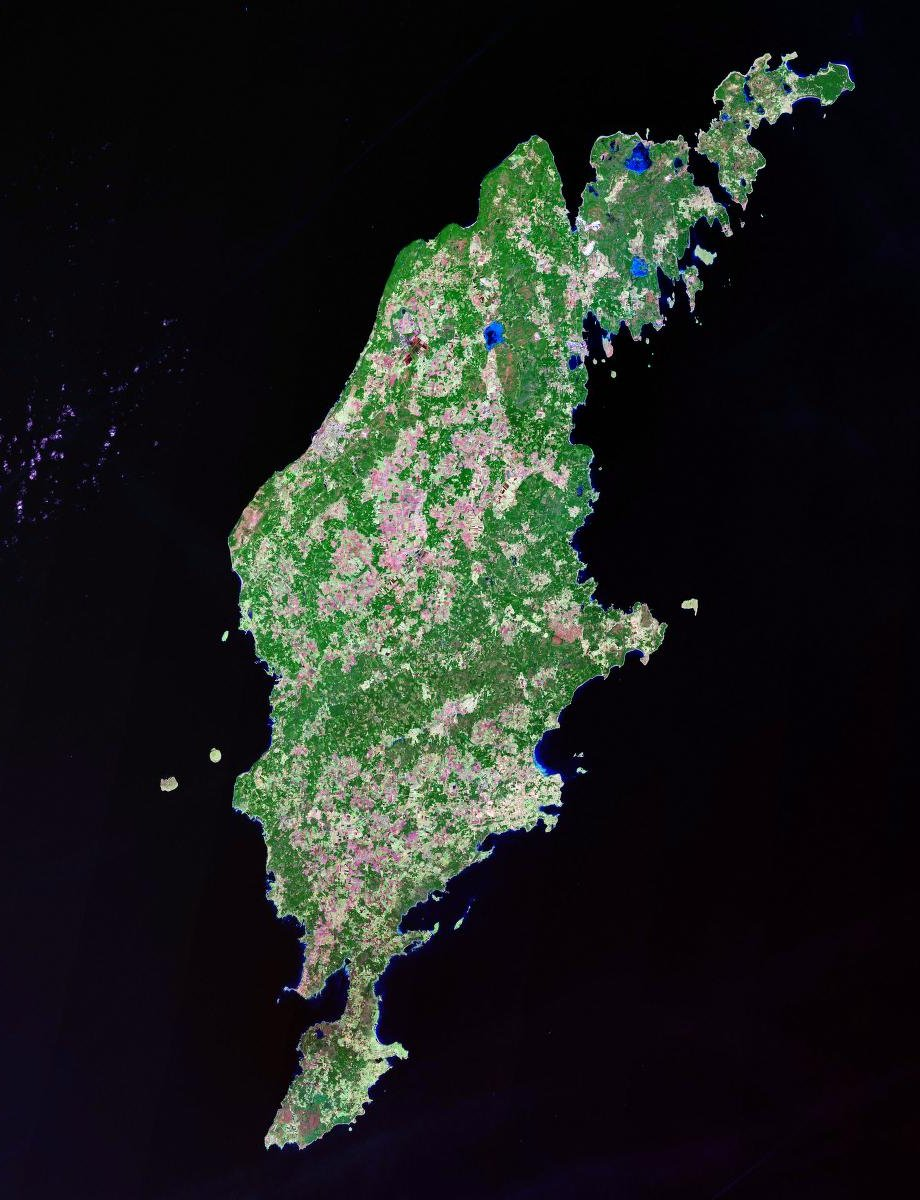
satelitní pohled na Gotland
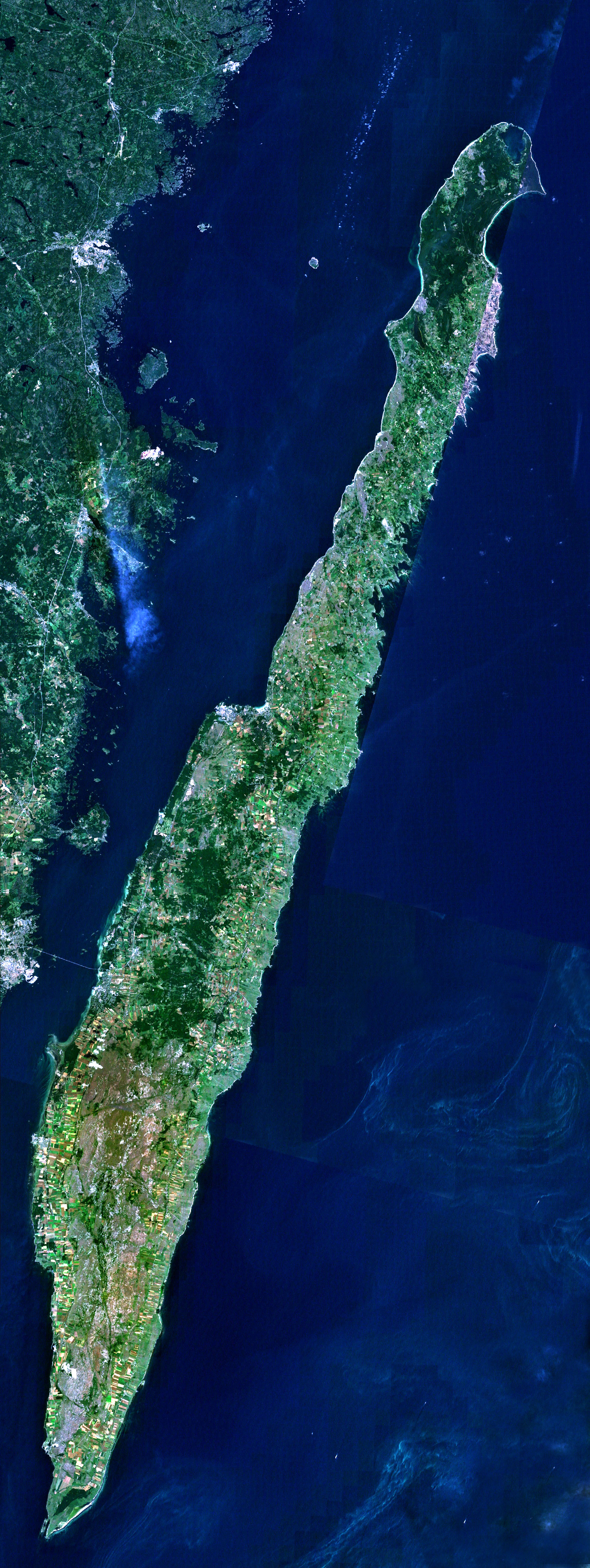
satelitní pohled na Öland

## Další známé ostrovy
- Helgö
- Lilla Karlsö
- Mjältön
- Koster Islands
- Stora Karlsö
- Ven

## Mezinárodní ostrovy Švédska
Kataja, Märket, Treriksröset